# بريت فليمنيغ
بريت فليمنيغ هو لاعب هوكي جليد كندي، ولد في 26 فبراير 1991 في ريجاينا في كندا.

## وصلات خارجية
- بريت فليمنيغ على موقع دوري الهوكي الوطني (الإنجليزية)
- بريت فليمنيغ على موقع EliteProspects.com (الإنجليزية)
- بريت فليمنيغ على موقع HockeyDB.com (الإنجليزية)